# Liomera pallidus
Liomera pallidus är en kräftdjursart som först beskrevs av Lancelot Alexander Borradaile 1900.  Liomera pallidus ingår i släktet Liomera och familjen Xanthidae. Inga underarter finns listade i Catalogue of Life.